# Thilo Bode
Thilo Bode (Bochum, 19 de fevereiro de 1918 — 3 de janeiro de 2014) foi um comandante de U-Boot que serviu na Kriegsmarine durante a Segunda Guerra Mundial.

## Carreira
Thilo Bode iniciou a sua carreira militar na Kriegsmarine no ano de 1936. Serviu inicialmente como um oficial do contratorpedeiro Z-6 Theodor Riedel entre os meses de junho de 1940 até março de 1942. Após entrou para a força U-Boot e recebeu treinamento que foi concluído no mês de setembro de 1942.
O Oberleutnant zur See Thilo Bode atuou como Primeiro Oficial de Observação (1WO) do U-505 entre os meses de setembro de 1942 até março de 1943. Recebeu o treinamento para ser comandante de U-Boot entre os que durou até maio de 1943, em seguida retornou para o seu posto no U-505 até o mês de agosto de 1943.
Entre os meses de agosto e setembro esteve se "familiarizando" com o comando de um U-Boot, tendo comissionado o U-858 no dia 30 de setembro de 1943. A bordo deste submarino, Bode realizou duas patrulhas de guerra, tendo rendido o seu submarino às forças aliadas em Cape May, New Jersey no dia 14 de maio de 1945, durante a sua última patrulha que fizera em águas norte-americanas.

### Patentes
| Offiziersanwärter    | 3 de abril de 1936   |
| Seekadett            | 10 setembro de 1936  |
| Fähnrich zur See     | 1 de maio de 1937    |
| Oberfähnrich zur See | 1 de julho de 1938   |
| Leutnant zur See     | 1 de outubro de 1938 |
| Oberleutnant zur See | 1 de outubro de 1940 |
| Kapitänleutnant      | 1 de abril de 1943   |

### Condecorações
| Cruz Espanhola em Bronze com Espadas | 6 de junho de 1939 |
| Cruz de Ferro 2ª Classe              | 1940               |
| Badge de Guerra Destroyer            | 1941               |
| Badge de Feridos em Prata            | 1943               |
| Badge de Guerra dos U-Boots          | julho de 1943      |
| Cruz de Ferro 1ª Classe              | 1943               |

### Patrulhas
|       | Comandante | Partida                | Partida  | Chegada                | Chegada              | Dias     |
| ----- | ---------- | ---------------------- | -------- | ---------------------- | -------------------- | -------- |
| 1     | U-858      | 12 de junho de 1944    | Kiel     | 27 de setembro de 1944 | Farsund              | 108 dias |
|       | U-858      | 28 de setembro de 1944 | Farsund  | 29 de setembro de 1944 | Marviken             | 2 dias   |
|       | U-858      | 1 de outubro de 1944   | Marviken | 4 de outubro de 1944   | Flensburg            | 4 dias   |
|       | U-858      | 2 de março de 1945     | Kiel     | 9 de março de 1945     | Horten               | 8 dias   |
| 2     | U-858      | 11 de março de 1945    | Horten   | 14 de maio de 1945     | Cape May, New Jersey | 65 dias  |
| Total | Total      | Total                  | Total    | Total                  | Total                | 173 dias |